# Rajczy János
Zsitvagyarmati Rajczy János (? – 1825. november 9.) esperes, Bars vármegye táblabírája.

## Élete
1770-ben végzett teológiát a Pázmáneumon. Előbb Bazinban lett káplán, majd 1772-től pozsonysárfői, 1782-től kistapolcsányi plébános. 1785-től alesperes. 1789-től Barstaszárra került, ahol 1796-ban templomot szenteltek fel. Hasonlóan 1789-ben Zsitvaújfaluban és 1790-ben Kisfaluban is.

## Művei
- Hála-adó áldozat, mellyet tek. nemes Bars-vármegye; midőn a fels. királynak II. Leopoldnak szerencsés megkoronáztatása ünnepét a közönséges gyűlésnek alkalmatosságával, Boldog Asszony havának XI. napján szentelné, aranyosmaróthi templomban isteni szolgálat alatt bémutatott. Pozsony, 1791.
- Victima transitus Domini in ecclesia oppidi A. Maróth, dum inclyta universitsa comitatus Barsiensis pro felici successu armorum die 3-tia 7-bris anno 1793. Deo laudes, gratesque persolveret, oblata. Tyrnaviae.
- A háladatosság új kegyelmeket nyerő kérés, mellyet tek. nemes Bars vármegye, midőn a cs. kir. hadi seregek által, a franczoktúl Mantuában fel-épített győzedelem oltárának el-törlését, a közönséges gyűlésnek alkalmatosságával Szt Mihály havának VIII. napján ünneplette az aranyos-maróthi templomban fel-ajánl vala. Tyrnaviae, 1799.